# Криштопівська сільська рада (Іллінецький район)
| Криштопівська сільська рада — колишній орган місцевого самоврядування у Іллінецькому районі Вінницької області з адміністративним центром у с. Криштопівка. Сільській раді були підпорядковані населені пункти: - с. Криштопівка - с-ще Вербівка - с-ще Криштопівське |

## Склад ради
Рада складалася з 16 депутатів та голови.

## Керівний склад сільської ради
| ПІБ                           | Основні відомості                                                 | Дата обрання | Дата звільнення |
| ----------------------------- | ----------------------------------------------------------------- | ------------ | --------------- |
| Колодійчук В"ячеслав Іванович | Сільський голова, 1962 року народження, освіта                    | 26.03.2006   | 31.10.2010      |
| Колодійчук В"ячеслав Іванович | Сільський голова, 1962 року народження, освіта вища, безпартійний | 31.10.2010   |                 |

Примітка: таблиця складена за даними джерела